# Hans-Michael Holczer
Hans-Michael Holczer (né le 22 décembre 1953 à Herrenberg) est un manager de cyclisme. Professeur de mathématiques et de sport de formation, il commence sa carrière de manager en 1998 avec la formation allemande Gerolsteiner dont il reste manager jusqu'à sa dissolution à la fin de la saison 2008. Pendant ces dix années, Holczer a eu le temps de construire une solide équipe comptant notamment dans ses rangs Davide Rebellin, Stefan Schumacher, Bernhard Kohl, Fabian Wegmann, Michael Rich, Levi Leipheimer ou encore Heinrich Haussler. Cependant, depuis 2008 et les contrôles positifs de Kohl et Schumacher sur le Tour de France, son nom reste constamment associé au dopage. 
Holczer s’éclipse et quitte donc le monde du cyclisme en 2009 avant d'annoncer son retour, fin 2010 dans le monde du cyclisme, en tant que manager dans la formation Katusha. Il quitte ce nouveau poste au bout de 2 saisons.